# Die schwarze Perle
Die schwarze Perle (Originaltitel All the Brothers Were Valiant) ist eine US-amerikanische Abenteuerfilmromanze von Richard Thorpe aus dem Jahr 1953 nach dem Seeabenteuerroman All the Brothers Were Valiant. In den Hauptrollen spielen Robert Taylor, Stewart Granger sowie Ann Blyth. Der Film war bei der Oscarverleihung 1954 für den Oscar für die beste Kamera in einem Farbfilm nominiert.

## Handlung
Die Brüder Joel und Mark Shore sind als Seeleute tätig. Als Mark bei einer Walfangexpedition verschwindet, begibt sich Joel mit seiner Frau Priscilla Holt auf die Suche nach seinem vermissten Bruder. Zu ihrem Entsetzen finden sie heraus, dass aus Mark ein gewissenloser Gestrauchelter geworden ist, und damit zu einer Schande für seine Familie. Mark spielt nicht nur Priscilla etwas vor, sondern schürt auch eine Meuterei auf Joels Schiff an, so dass er selbst Kommandant des Schiffes wird und zur Suche nach einem wertvollen Perlenversteck im Südpazifik auslaufen kann.

## Hintergrund
Ben Ames Williams 1919 erschienener Roman All the Brothers Were Valiant wurde bereits 1923 von Irvin Willat als Stummfilm mit Malcolm McGregor, Billie Dove und Lon Chaney in den Hauptrollen unter dem Titel Seemannslos sowie von William Nigh in Pflicht und Liebe (Across to Singapore, 1928) mit Ramón Novarro, Joan Crawford und Ernest Torrence verfilmt.
Der von MGM produzierte Film hatte seine US-amerikanische Kinopremiere am 13. November 1953 und zeigt den am 12. September 1953 verstorbenen Lewis Stone als Captain Holt in seiner letzten Filmrolle. Der mit einem Budget von 1.816.000 US-Dollar gedrehte Film spielte 4,71 Millionen US-Dollar ein.
Bei der Oscarverleihung 1954 wurde George J. Folsey für den Oscar für die beste Kamera in einem Farbfilm nominiert.

## Kritiken
Für das Lexikon des internationalen Films handelte es sich um einen „[v]ergleichsweise harte[n] Abenteuerfilm um Walfang, Meuterei und eine romantische Liebe“. „Stürmisches, altmodisches Seeabenteuer“, fasste Cinema zusammen.